# Trine Haltvik
Trine Haltvik (Trondheim, 23 de março de 1965) é uma ex-handebolista profissional e treinadora norueguesa, medalhista olímpica.